# St. Jakobus der Ältere (Herlheim)

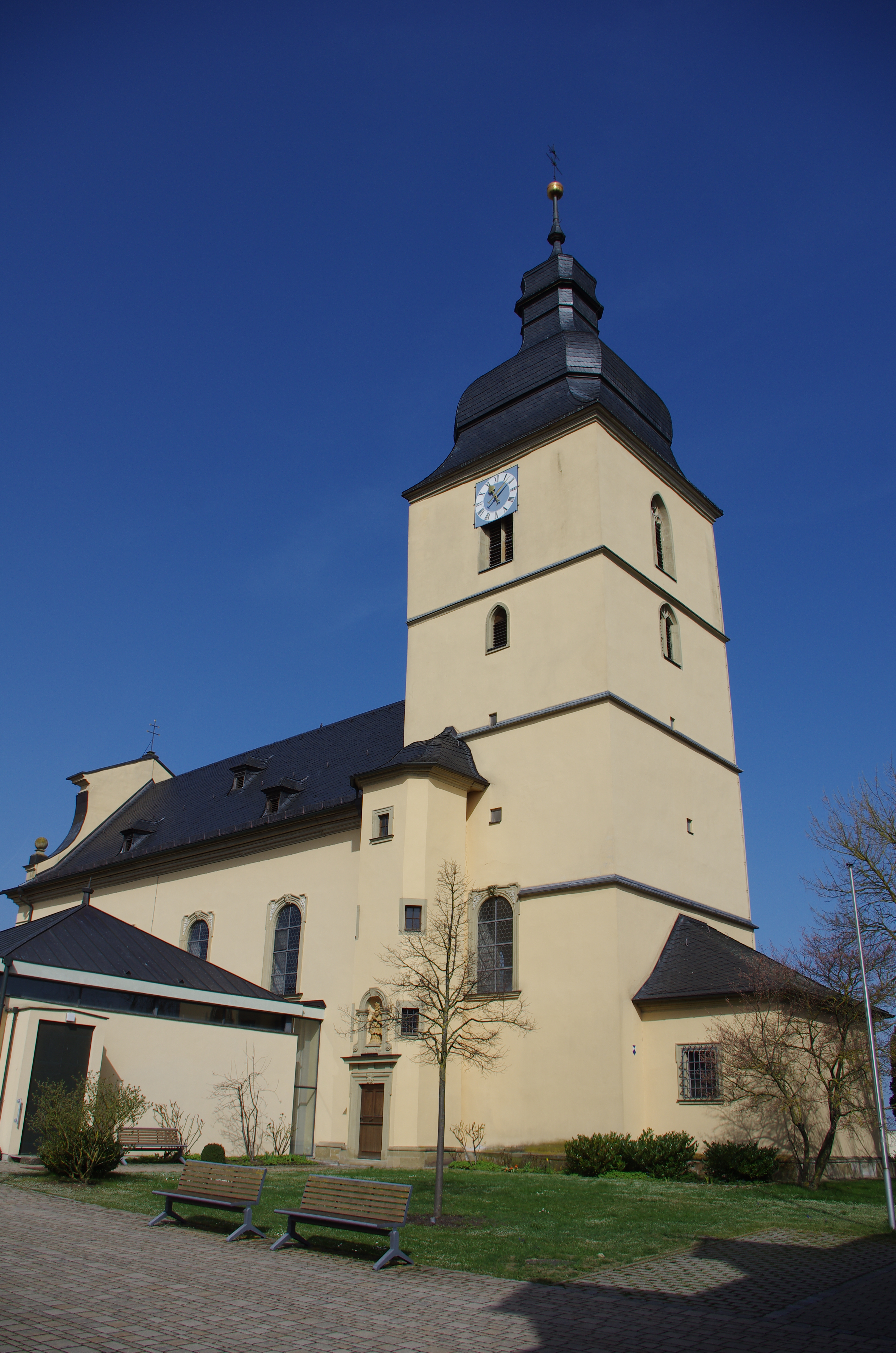
St. Jakobus der Ältere

Die römisch-katholische, denkmalgeschützte Pfarrkirche St. Jakobus der Ältere steht in Herlheim, einem Gemeindeteil der Gemeinde Kolitzheim im Landkreis Schweinfurt (Unterfranken, Bayern). Das Bauwerk ist unter der Denkmalnummer D-6-78-150-38 als Baudenkmal in der Bayerischen Denkmalliste eingetragen. Die Pfarrei gehört zur Pfarreiengemeinschaft Marienhain (Herlheim) im Dekanat Schweinfurt-Süd des Bistums Würzburg.

## Beschreibung

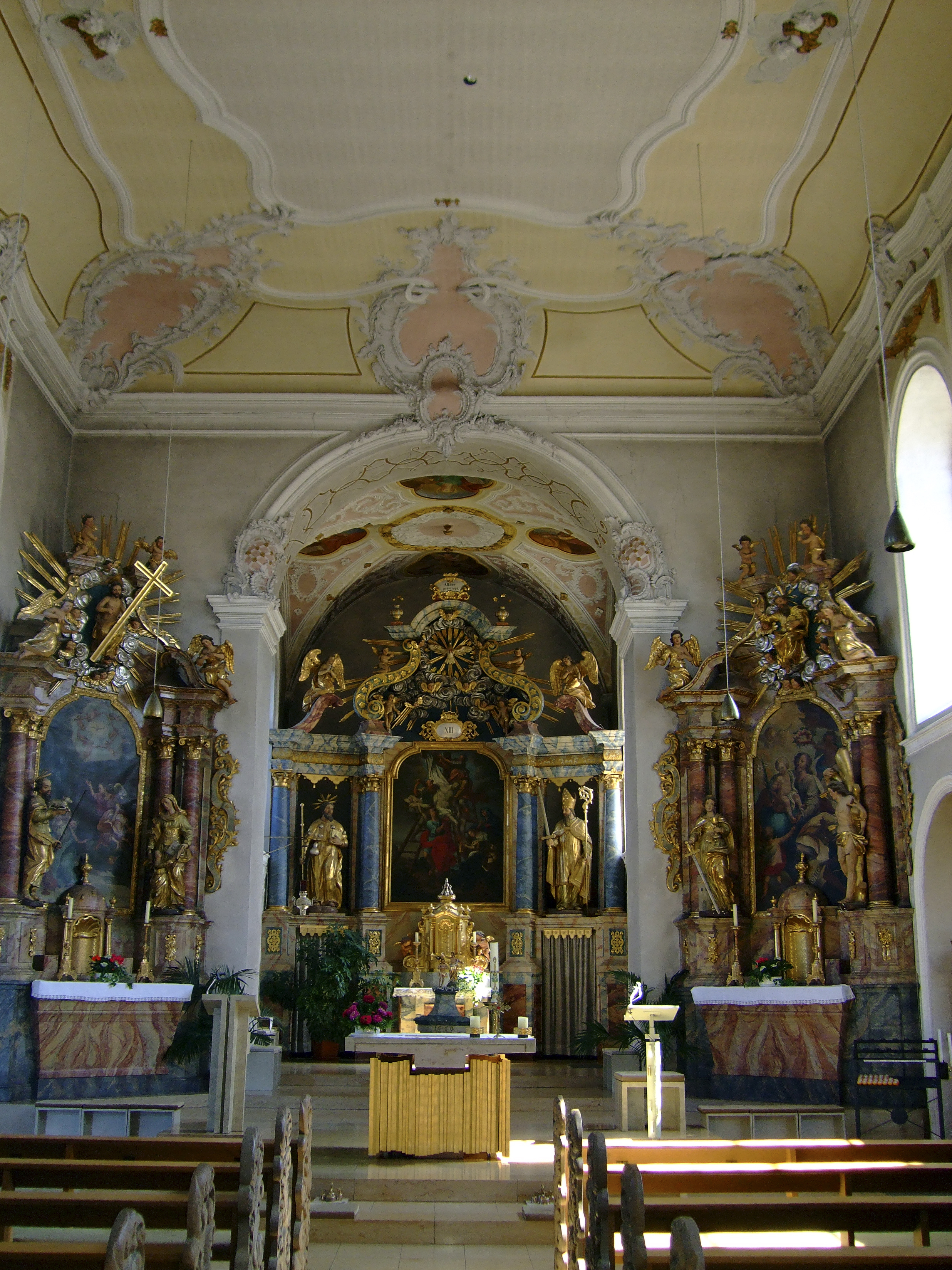
Altarraum

Der Chorturm wurde im Kern um 1600 erbaut. An ihn wurde nach Westen von 1717 bis 1723 nach einem Entwurf von Joseph Greising das mit einem Satteldach bedeckte Langhaus angebaut. Der Chorturm ist durch Gesimse in vier Geschosse gegliedert und mit einer schiefergedeckten Welschen Haube bedeckt. Die Decke des Chors, d. h. im Erdgeschoss des Chorturms, ist mit Stuck verziert. Die mit einem Schweifgiebel bedeckte Fassade im Westen ist durch Pilaster in drei Bereiche gegliedert, im mittleren befindet sich das Portal. Im südlichen Winkel von Chorturm und Langhaus steht ein Treppenturm.
Zur Kirchenausstattung gehört ein Hochaltar, dessen Altarretabel mit der Kreuzabnahme bemalt ist. Die Orgel mit 21 Registern, drei Manualen und einem Pedal wurde 1973 durch Norbert Krieger erweitert.